# Arte indígena

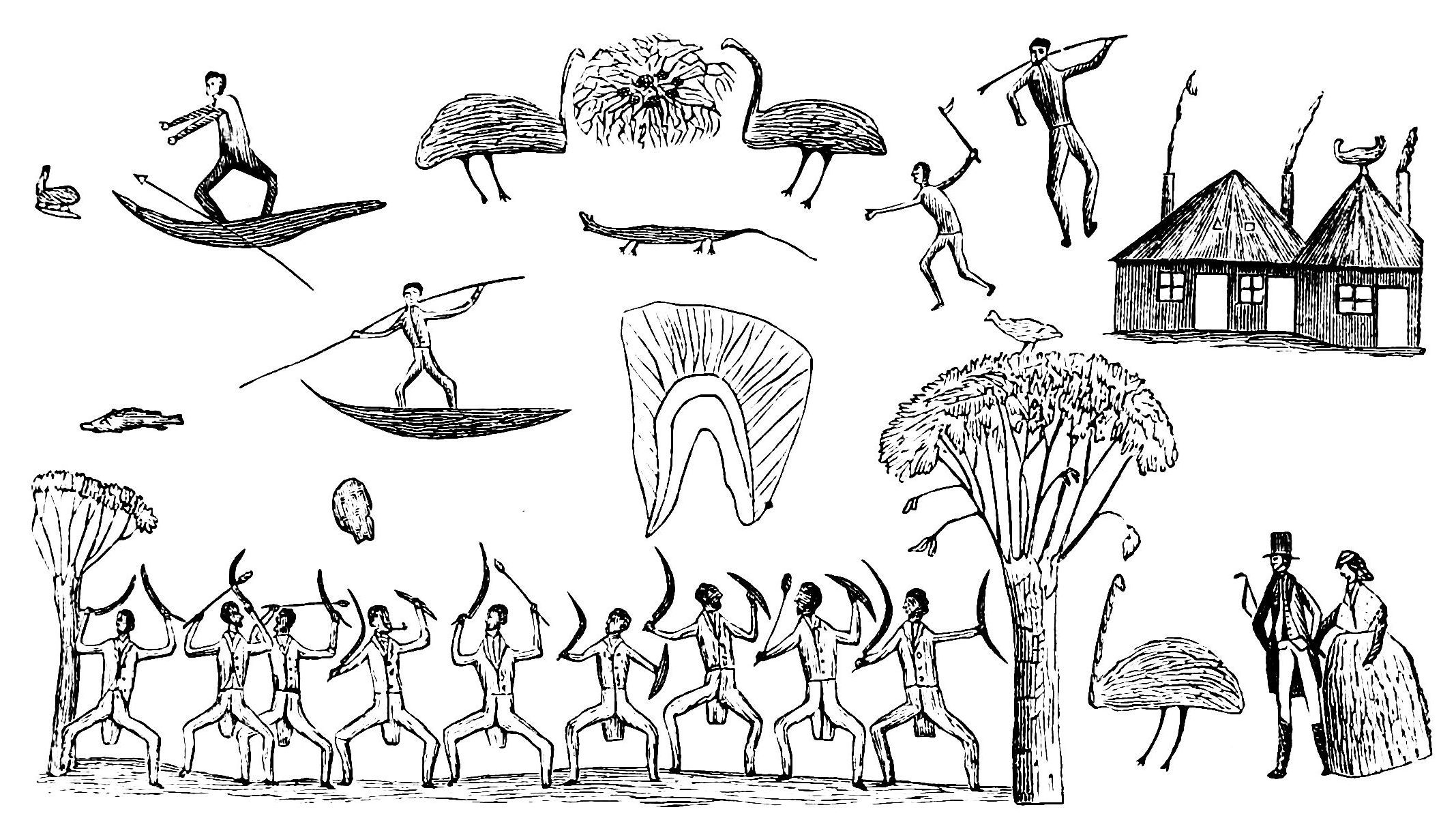
Curious... designs by natives of Port Jackson... These first essays of a barbarous race possess a high interest, and cause us to regret that the circumstances controlling the condition of the people have not permitted them to give their tastes a higher development. ("Curiosos dibujos de los nativos de Port Jackson. Estos primeros ensayos de una raza bárbara poseen un alto interés y nos hacen lamentar que las circunstancias que controlan la condición de ese pueblo no le hayan permitido da a sus gustos [artísticos] un más alto desarrollo") Publicado en 1881 en Popular Science Monthly Volumen 19, pg. 684, fig. 6.

El arte indígena o arte nativo es el arte de los pueblos indígenas. La diferente consideración y caracterización de éstos, que la antropología clásica identificaba con los pueblos primitivos, hace que en algunos casos se identifique con el denominado arte primitivo (concepto de gran ambigüedad, pero muy importante por su influencia en la ruptura estética de las vanguardias del arte contemporáneo); mientras que la antropología cultural reciente y otras ciencias sociales lo hace con otros criterios.
Desde ese punto de vista, el arte indígena es una de las formas esenciales de transmisión de la cultura, así como un medio de importancia crucial para que un grupo humano se identifique a sí mismo y se preserve en el tiempo y frente a otros grupos. La imposición de culturas dominantes a través de la colonización produjo en muchos casos la aculturación de los pueblos indígenas y con ella la transformación radical de sus manifestaciones artísticas; aunque en otros se produjeron verdaderos casos de sincretismo o eclecticismo cultural y artístico. De ambas posibilidades se nutren las formas artísticas del denominado arte colonial en sus distintas variantes locales y temporales.
Aunque el uso de la expresión "arte indígena" suele limitarse a las artes plásticas (inseparablemente unidas a la artesanía o artes decorativas, en culturas que no distinguen artes mayores de artes menores), también la música y la danza son vehículos de expresión artística de extraordinaria importancia para estas culturas, del mismo modo que la literatura, en la gran mayoría de los casos en su vertiente oral (mitos de origen, leyendas, cuentos). En las últimas dos décadas, el cine indígena ha cobrado una presencia creciente.Todos estos artes, en el arte indígena, suelen estar desprovistos de toda pretensión de originalidad, representando la continuidad de una tradición de forma idéntica a la imagen que los estudiosos de la época romántica en Europa se hacían del folclore o cultura popular de sus naciones, ya por entonces abocadas a la transformación en sociedades industriales.
Y es un claro ejemplo de lo plural y singular sentido irónico.Se ha intentado el establecimiento de paralelismos o la identificación de elementos similares al arte indígena en ciertas manifestaciones artísticas relativamente recientes surgidas en el seno de la cultura occidental, particularmente en los estilos musicales que surgen a partir de la incorporación de influencias de grupos marginados, como el flamenco o el jazz (gitanos y afroamericanos respectivamente).

## Arte indígena americano
- Artesanía indígena en Paraguay
- Museo de Arte Precolombino e Indígena
- Centro de Lengua, Arte y Literatura Indígena (Chiapas, México)
- Pueblos indígenas de Brasil#Arte indígena
- Arte amerindio norteamericano

## Arte indígena Contemporáneo
El arte indígena contemporáneo aún conserva la tradición de sus pueblos al demostrar sus costumbres, cultura e ideas, pero con la diferencia de que se ha generado un estilo actual donde la cotidianidad ha influido en su creatividad para crear su arte con otro sentido estético. Actualmente existe la necesidad de redimensionar la aportación del arte indígena, por lo que amplían sus materiales o el uso del arte sin descuidar la importancia de este arte, que es el de presentar su cultura, costumbres, ritos y otras manifestaciones artísticas propias. 